# ベルヌーイのレムニスケート

ベルヌーイのレムニスケートと二つの焦点

ベルヌーイのレムニスケートは、直角双曲線の垂足曲線である。

正弦波螺旋
(rn = –1n cos(nθ), θ = π/2) の極座標系のグラフと対応する直交座標系におけるグラフ。
n = −2: 直角双曲線
n = −1: 直線
n = −1/2: 放物線
n = 1/2: カージオイド
n = 1: 円
n = 2: ベルヌーイのレムニスケート

ベルヌーイのレムニスケート（英: lemniscate of Bernoulli）は極座標の方程式
{\displaystyle r^{2}=a^{2}\cos 2\theta }
で表される曲線である。連珠形（れんじゅけい）とも呼ばれる。
直交座標の方程式では
{\displaystyle (x^{2}+y^{2})^{2}-a^{2}(x^{2}-y^{2})=0}
となる。
レムニスケートはヤコブ・ベルヌーイによって1694年に最初に発見され、イタリアの数学者ジュリオ・カルロ・ド・トスキ・ディ・ファニャノによって楕円積分論の事例として詳しく研究された。オイラーはファニャノの『数学論文集』に刺激を受け、微分方程式論の研究を発展させ、独自の楕円積分論を構築した。

## 性質
- カッシーニの卵形線の特殊例と見なすことができる。
- x軸、y軸に対して線対称である。
- 原点Oで自らと交わる。原点Oにおける接線は y=±x となる。原点Oと {\displaystyle \pm {\sqrt {2}}a} でx軸と交わる。
- 点 (± a, 0) は、レムニスケートの焦点と呼ばれる。レムニスケート上では、「任意の点と一方の焦点との距離」と「当該任意の点ともう一方の焦点との距離」の積は一定値 a2 となる。
- 直角双曲線の接線に、原点から垂線を下ろした点の軌跡はレムニスケートになる。
- 中心が直角双曲線上にあり、なおかつ原点を通る円の包絡線はレムニスケートになる。
- ループ1つで囲まれる面積は a2 であり、2つ合わせて 2a2 となる。
- 区間 {\displaystyle 0\leq \theta \leq \varphi } における曲線の弧長は第一種楕円積分を用いて {\displaystyle {\frac {a}{\sqrt {2}}}F\left(\varphi ,{\frac {1}{\sqrt {2}}}\right)} と表される。これにより、曲線の全周長は {\displaystyle {\sqrt {8}}aK\left({\frac {1}{\sqrt {2}}}\right)=2\varpi a} となる。ここで ϖ はレムニスケート周率と呼ばれ、a を円の半径、レムニスケート周率を円周率と見立てれば、全周長の式は円の周長の式と合致することとなる。
- 極座標の偏角 θ の点における法線とx軸との成す角は、3θ となる。